# Leptogium azureum
Leptogium azureum är en lavart som först beskrevs av Sw. ex Ach., och fick sitt nu gällande namn av Jean François Montagne. Leptogium azureum ingår i släktet Leptogium och familjen Collemataceae.   Inga underarter finns listade i Catalogue of Life.